# Tadschiken Chinas

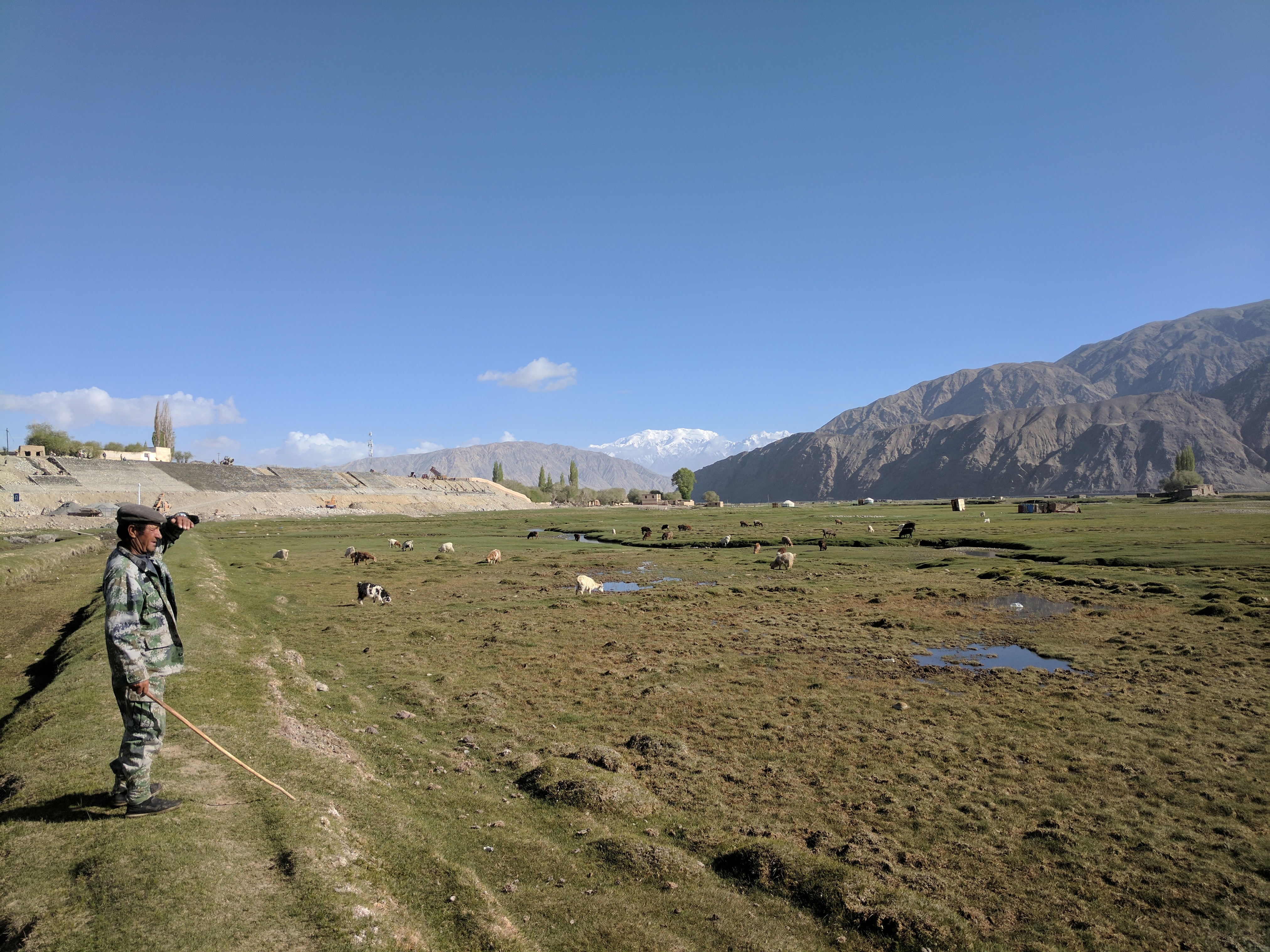
Tadschikischer Hirte in Xinjiang

Die Tadschiken Chinas (chinesisch 塔吉克族, Pinyin Tǎjíkèzú), auch Sarikoli oder Ghalcha genannt, sind eines der 56 offiziellen Völker Chinas. Sie leben im Tadschikischen Autonomen Kreis Taschkorgan im Regierungsbezirk Kaschgar des Uigurischen Autonomen Gebiets Xinjiang im Süden der westlichen Grenze Chinas. Man nennt sie auch "Selekuer-Tadschiken". "Selekuer" ist eine Ortsbezeichnung und bedeutet "Hohes Gebirge" oder Hochland. Trotz ihres Namens verwenden sie nicht das dem Persischen nahestehende Tadschikisch, sondern die entfernteren südostiranischen Sprachen des pamirischen Zweigs (iranische Bergsprachen im Pamir) Sariqoli und Wakhi, die möglicherweise auf die antike sakische Sprache oder eine nahe verwandte Sprachform zurückgehen. Iranischsprachige Gruppen östlich des Pamir wurden ansonsten im Mittelalter und der Neuzeit in die heutige uigurische Mehrheitsbevölkerung assimiliert. Im Gegensatz zur offiziellen Bezeichnung Tadschiken in China werden die Sprecher des Wakhi in Afghanistan, Pakistan und Tadschikistan auch ethnisch als Wakhi bezeichnet, die wenigen Sprecher von Sariqoli in Pakistanisch Kaschmir nahe der chinesischen Grenze werden ethnisch als Sarikoli bezeichnet.
Im Jahr 2003 lebten in Xinjiang etwa 40.900 Tadschiken, das waren 0,21 % der Gesamtbevölkerung aber etwa 60 % der Gesamtbevölkerung des südwestlichen Xinjiang (ihres autonomen Kreises Taschkorgan). Beim Zensus im Jahre 2010 wurden in ganz China 51.075 Tadschiken gezählt.

## Verbreitung der Tadschiken in China

### Verbreitung auf Provinzebene nach den Daten des Zensus 2010 (Stichtag 1. November 2010)
| Gebiet              | Zahl   | Anteil   |
| ------------------- | ------ | -------- |
| Volksrepublik China | 51.075 | 100,00 % |
| Xinjiang            | 47.261 | 092,53 % |
| Zhejiang            | 03.368 | 06,59 %  |
| Guangdong           | 0 165  | 00,32 %  |
| Jiangxi             | 0 33   | 00,065 % |
| Shandong            | 0 32   | 00,063 % |
| Henan               | 0 23   | 00,045 % |
| Sichuan             | 0 23   | 00,045 % |
| Peking              | 0 21   | 00,041 % |
| Fujian              | 0 19   | 00,037 % |
| Jiangsu             | 0 17   | 00,033 % |
| Shanghai            | 0 14   | 00,027 % |
| Gansu               | 0 13   | 00,025 % |
| Tianjin             | 0 11   | 00,022 % |
| Liaoning            | 0 10   | 00,020 % |
| Heilongjiang        | 0 9    | 00,018 % |
| Hubei               | 0 9    | 00,018 % |
| Hebei               | 0 8    | 00,016 % |
| Yunnan              | 0 7    | 00,014 % |
| Innere Mongolei     | 0 6    | 00,012 % |
| VBA                 | 0 6    | 00,012 % |
| Anhui               | 0 3    | 00,006 % |
| Hunan               | 0 3    | 00,006 % |
| Shaanxi             | 0 3    | 00,006 % |
| Qinghai             | 0 3    | 00,006 % |
| Jilin               | 0 2    | 00,004 % |
| Guangxi             | 0 2    | 00,004 % |
| Chongqing           | 0 2    | 00,004 % |
| Shanxi              | 0 1    | 00,002 % |
| Ningxia             | 0 1    | 00,002 % |
| Hainan              | 0      | 00,00 %  |
| Guizhou             | 0      | 00,00 %  |
| Tibet               | 0      | 00,00 %  |

### Verbreitung auf Kreisebene nach den Daten des Zensus 2000
Hier wurden nur Werte ab 0,5 % berücksichtigt. AG = Autonomes Gebiet; AB = Autonomer Bezirk; AK = Autonomer Kreis; RB = Regierungsbezirk.
| übergeordnete Provinzebene | übergeordnete Bezirksebene | Kreis, Stadt, Stadtbezirk     | Anzahl der Tadschiken | % aller Tadschiken Chinas |
| -------------------------- | -------------------------- | ----------------------------- | --------------------- | ------------------------- |
| Uigurisches AG Xinjiang    | RB Kaschgar                | Tadschikischer AK Taschkorgan | 25.843                | 62,99 %                   |
| Uigurisches AG Xinjiang    | Kirgisischer AB Kizilsu    | Kreis Akto                    | 4.628                 | 11,28 %                   |
| Uigurisches AG Xinjiang    | RB Kaschgar                | Kreis Poskam                  | 3.412                 | 8,32 %                    |
| Uigurisches AG Xinjiang    | RB Kaschgar                | Kreis Yarkant                 | 2.220                 | 5,41 %                    |
| Uigurisches AG Xinjiang    | RB Kaschgar                | Kreis Kargilik                | 1.851                 | 4,51 %                    |
| Uigurisches AG Xinjiang    | RB Hotan                   | Kreis Guma                    | 824                   | 2,01 %                    |
| Uigurisches AG Xinjiang    | RB Kaschgar                | Stadt Kaschgar                | 253                   | 0,62 %                    |
| Rest Chinas                |                            |                               | 1.997                 | 4,87 %                    |

## Sprache
Die Tadschiken Chinas haben eine eigene Sprache, aber sie haben keine eigene Schrift entwickelt. Die Sprache gehört zum Pamirischen Sprachzweig der iranischen Sprachfamilie im äußersten Osten des Verbreitungsgebietes der iranischen Sprachen, und es sind meist die Wakhi- und Sarikoli-Dialekte, die gesprochen werden. Im Autonomen Kreis Taschkorgan herrscht die tadschikische Nationalität vor. Hier wird überwiegend der Sarikoli-Dialekt gesprochen; eine kleine Minderheit spricht den Wakhi-Dialekt. Gegenwärtig sprechen 60 % der Tadschiken auch die Uigurische Sprache.

## Religion
Die Tadschiken bekannten sich früher zum Zoroastrismus oder Buddhismus; in der zweiten Hälfte des 11. Jahrhunderts wurden sie Anhänger des Islam. Größtenteils gehören sie zu den heute als relativ liberal geltenden Nizariten, einer schiitisch-ismailitischen Strömung, heute unter der Leitung von Aga Khan V.

## Quelle
- Website der Regierung Chinas
- Ethnologue.com, Sarikoli, eine der Sprachen der Tadschiken Chinas (englisch)
- Ethnologue.com, Wakhi, eine der Sprachen der Tadschiken Chinas (englisch)